# Sam Spade
Sam Spade è un personaggio immaginario, di professione detective, protagonista del romanzo poliziesco di Dashiell Hammett Il falcone maltese (The Maltese Falcon, 1930) e delle varie pellicole e adattamenti basati sul romanzo, oltre a tre storie brevi di Hammett. Nonostante le poche apparizioni letterarie, il personaggio si è ritagliato una parte fondamentale nello sviluppo del genere hard-boiled, influenzando molti altri scrittori e personaggi (tra cui il celebre Philip Marlowe di Raymond Chandler). Secondo molti critici, Il falcone maltese, l'unico romanzo in cui Spade appare e che venne pubblicato a puntate nella rivista pulp Black Mask, è anche il miglior romanzo poliziesco di sempre.

## Trasposizioni cinematografiche
A livello iconografico, la figura di Sam Spade è associata principalmente ad Humphrey Bogart, che portò il detective sullo schermo nella terza trasposizione cinematografica, nel classico Il mistero del falco di John Huston (1941), film "archetipo del cinema nero made in USA". Bogart, in seguito, portò sullo schermo anche Marlowe (Il grande sonno di Howard Hawks). Sebbene Sam Spade fosse descritto come "alto un buon metro e ottantacinque (...) largo quanto grosso (...) dal naso aquilino (...) dagli occhi giallo-grigi" e quindi non corrispondesse affatto al fisico di Bogart, l'interpretazione dell'attore fa passare in secondo piano le differenze col romanzo.
La critica è unanime nel riconoscere a Bogart la perfetta aderenza al personaggio:
- "Bogart si addossò la parte di Sam Spade con una naturalezza che spaventava: era come se indossasse il proprio cappotto"[1]
- "(...) private eye duro e malinconico, ma più fortunato del collega Marlowe, lo Spade di Bogart passa alla leggenda oscurando del tutto i colleghi delle versioni precedenti"[3]
- "(...) con lo Spade di Bogart il "private eye" diventa un vero personaggio da romanzo senza aggettivi, cioè un punto di vista sul mondo"[4]

Sam Spade era già stato portato sullo schermo in altre due occasioni, ossia nelle due versioni cinematografiche precedenti il film di Huston: in The Maltese Falcon di Roy Del Ruth (1931), Spade è interpretato (per la prima volta sul grande schermo) dall'attore di origini austriache Ricardo Cortez. In Satan Met a Lady (1936), per la regia di William Dieterle, libera trasposizione del romanzo di Hammett, i nomi dei personaggi del libro sono modificati e Sam Spade diventa Ted Shane e viene interpretato da Warren William. Sam Spade prende anche parte, sotto il nome parodico di Sam Diamante (Diamond), al film Invito a cena con delitto, del 1976, interpretato da Peter Falk dove la sua personalità si mischia con quella del tenente Colombo, interpretato dallo stesso Falk.

## Radio
- Screen Guild Theater: "The Maltese Falcon" (1943, CBS; vers. 30 min., con Humphrey Bogart, Mary Astor, Sidney Greenstreet e Peter Lorre
- Lux Radio Theatre: "The Maltese Falcon" (1943, CBS); vers. 60 min., con Edward G. Robinson (Sam Spade) e Laird Cregar (Casper Gutman)
- Academy Award Theatre: "The Maltese Falcon" (1946, CBS); vers. 30 min., con Humphrey Bogart, Mary Astor e Sidney Greenstreet
- Suspense: "The House in Cypress Canyon" (5 dicembre 1946, CBS); 30 minutes, con Howard Duff
- Suspense: "The Kandy Tooth Caper" (10 gennaio 1948, CBS); 60 min., con Howard Duff
- The Adventures of Sam Spade (1946, ABC); 13 episodi da 30 min., con Howard Duff
- The Adventures of Sam Spade (1949, CBS); 157 episodi da 30 min., con Howard Duff
- The Adventures of Sam Spade (1950, NBC); 51 episodi da 30 min., con Howard Duff
- The Adventures of Sam Spade (1951, NBC); 24 episodi da 30 min., con Steve Dunne
- The Adventures of Babe Lincoln (circa 1950, CBS); con Howard Duff
- Charlie Wild, Private Eye (24 settembre 1950, NBC)
- BBC Radio 4: "The Maltese Falcon" (2001); con Tom Wilkinson, Jane Lapotaire, e Nickolas Grace

## Il romanzo e i tre racconti brevi
- Il falcone maltese (The Maltese Falcon) (1930) - romanzo

- A Man Called Spade (luglio 1932 in The American Magazine)
- Too Many Have Lived (ottobre 1932, The American Magazine)
- They Can Only Hang You Once (19 novembre 1932 in Colliers)

Tutti e tre i racconti sono stati in seguito raccolti nel volume A Man Named Spade and Other Stories.